# Tovarné
Tovarné é um município da Eslováquia, situado no distrito de Vranov nad Topľou, na região de Prešov. Tem 7,71 km² de área e sua população em 2018 foi estimada em 971 habitantes.

## Demografia
| Ano:        | 1994 | 2004   | 2014   | 2024   |
| ----------- | ---- | ------ | ------ | ------ |
| Broj ljudi: | 1056 | 1090   | 999    | 977    |
| Razlika:    |      | +3,21% | -8,34% | -2,20% |

| Ano:               | 2023 | 2024 |
| ------------------ | ---- | ---- |
| Número de pessoas: | 977  | 977  |
| Diferença:         |      | +0%  |